# Relation (matematik)
En relation er i matematisk forstand en sammenknytning mellem elementer fra to eller flere forskellige mængder. Illustrationen til højre viser et eksempel på en relation R mellem to mængder, A og B: Relationen knytter bestemte elementer fra A sammen med elementer fra B, hvilket er vist som pile mellem de relevante elementer. Som et "hverdagseksempel" på en relation kan man tænke sig, at mængden A på illustrationen repræsenterer en husstand, med medlemmerne "1", "2" og "3", mens elementerne i mængden B er husstandens telefoner: "5" er husets fælles fastnet-telefon; på dette nummer kan man (som regel) komme i kontakt med alle tre medlemmer i husstanden, så derfor er der pile hertil fra alle tre medlemmer af husstanden. "6" er en mobiltelefon, der kun bruges af ét af husstandens medlemmer; derfor er der kun én pil der fører til telefon "6".

## Notation
Relationen i det indledende eksempel skrives helt kort:
{\displaystyle R:A\rightarrow B}
Udtrykt "ikke-matematisk" kan det læses som: "Relationen R forbinder medlemmer af mængden A, med medlemmer af mængden B".
Sammenknytning mellem konkrete elementer skrives som {\displaystyle R(a)=b} og kan bruges til at definere selve relationen. Skrevet på denne form ser ovenstående eksempel-relation således ud:
R = {(1; 5), (1; 6), (2; 5), (3; 5)}
Bemærk at hver pil mellem de to mængder på illustrationen ovenfor, svarer til et af de talpar der er omgivet af runde parenteser.

## Relationer og funktioner
Selv om ordet relation undertiden bliver brugt synonymt med begrebet funktion (afbildning), er der forskel: Funktion er et specialtilfælde af relationer, hvor der er netop to mængder involveret (kaldet definitionsmængde og værdimængde), og hvor der til alle elementer i definitionsmængden er knyttet højst ét element i værdimængden.

## Klassifikation af relationer
En relation ~ på en mængde M kaldes
- refleksiv, hvis x ~ x for alle x ∈ M,
- symmetrisk, hvis x ~ y ⇒ y ~ x for alle x, y ∈ M,
- antisymmetrisk, hvis x ~ y og y ~ x ⇒ x = y for alle x, y ∈ M,
- transitiv, hvis x ~ y og y ~ z ⇒ x ~ z for alle x, y, z ∈ M,

- en ækvivalensrelation, hvis ~ er refleksiv, symmetrisk og transitiv,
- en partiel ordning, hvis ~ er refleksiv, antisymmetrisk og transitiv.

En partiel ordning ≤ på en mængde M kaldes en total ordning, hvis x ≤ y eller y ≤ x for alle x, y ∈ M.

## Eksempel på en relation: arctan
Figuren illustrerer (dele af) grafen for den matematiske funktion tangens. Den del af grafen, som går gennem origo, er vist med grøn farve. Definitionsmængden for tangens er
{\displaystyle {\text{Dm(tan)}}=\mathbb {R} \setminus \{n\cdot {\tfrac {\pi }{2}}|\ n=\cdots -3,-1,1,3\cdots \}}
altså alle reelle tal på nær ulige multipla af {\displaystyle \pi /2}. Da {\displaystyle \tan } er en funktion, vil det til ethvert {\displaystyle x} i definitionsmængden høre netop ét {\displaystyle y}, nemlig {\displaystyle y=\tan(x)}.
Derimod findes der ikke nogen omvendt funktion til {\displaystyle \tan }. For som det fremgår af illustrationen, kan der til et givet {\displaystyle y\in \mathbb {R} } knyttes uendeligt mange {\displaystyle x}. Men man kan definere en relation ~ mellem {\displaystyle x} og {\displaystyle y} givet ved
{\displaystyle x} ~ {\displaystyle y\quad \Leftrightarrow \quad y=\tan(x)}
På illustrationen har {\displaystyle y} værdien 2. Vi har derfor relationen
{\displaystyle \{x_{0}+n\cdot \pi |\ n\in \mathbb {N} \}} ~ 2
hvor {\displaystyle \tan(x_{0})=2}.
| Matematik | Spire Denne artikel om matematik er en spire som bør udbygges. Du er velkommen til at hjælpe Wikipedia ved at udvide den. |